# Gichin Funakoshi
Gichin Funakoshi (船越 義珍, Funakoshi Gichin, Shuri, 10 de novembro de 1868 – Tóquio, 26 de abril de 1957) foi o fundador do Shotokan karate-do, talvez o estilo mais amplamente conhecido de karate, e é conhecido como "pai do karate moderno". Seguindo os ensinamentos de Anko Itosu e Anko Asato, ele foi um dos mestres de karate de Okinawa que introduziram o karate no continente japonês em 1922, seguindo sua introdução anterior por seu professor Itosu. Lecionou karate em várias universidades japonesas e tornou-se chefe honorário da Associação Japonesa de Karate após sua fundação em 1949.

## Biografia

### Primeiros anos
Gichin Funakoshi nasceu no atual distrito de Shuri, da província de Oquinawa, em 1868, o mesmo ano da Restauração Meiji, quando o Reino de Ryukyu foi finalmente incorporado ao Império nipónico. Contra a manobra japonesa insurgiu-se formalmente a China, mas o processo se consolidou.
Naquele conturbado ambiente político, crescia Funakoshi, que era filho único e logo após seu nascimento foi levado para a casa dos avós maternos, onde foi educado e aprendeu poesia clássica chinesa. Algum tempo depois ele começou a frequentar a escola primária, onde conheceu outro garoto de quem ficou muito amigo. Esse garoto era filho de Yasutsune Asato, um dois maiores especialistas de Oquinawa na arte do karatê (a época ainda conhecido por tode ou Okinawa-te) e membro de uma das mais respeitadas famílias. Logo, Funakoshi começou a tomar suas primeiras lições.
Como na época ainda, a prática de artes marciais do vetusto reino não eram muito bem vistas na região, os treinos eram realizados à noite, no quintal da casa de mestre Azato, onde se aprendia a socar, chutar e mover-se conforme os métodos praticados naqueles dias. O treinamento era muito rigoroso. O Mestre Azato tinha uma filosofia de treinamento que se chamava hito kata san nen, ou seja, «um kata em três anos». Funakoshi estudava cada kata a fundo e, só então quando autorizado pelo seu mestre, seguia para o próximo.
Enquanto praticava no quintal de Azato com outros jovens, outro reconhecido mestre de karatê, Anko Itosu, amigo de Azato, aparecia e os observava treinando os kata, quando aproveitava para fazer comentários sobre suas técnicas. Era uma rotina dura que terminava sempre de madrugada sob a disciplina rígida de mestre Azato, do qual o melhor elogio se limitava a uma única palavra: "Bom!". Após os treinos, já quase ao amanhecer, Azato falava sobre a essência do karatê.
Após vários anos, os treinos dedicados deram grande contribuição para a saúde de Funakoshi, que fora uma criança muito frágil e doentia. Ele gostava muito da rotina de treinamento, mas como não pensava que pudesse fazer dele uma profissão, inscreveu-se e foi aceito como professor de uma escola primária em 1889, aos 21 anos, aproveitando toda a cultura adquirida desde a infância quando seus avós lhe ensinavam os Clássicos Chineses. Esta deveria ser sua carreira a partir de então.

### Primeiras demonstrações abertas
Em 1902, durante a visita de Shintaro Ogawa, que era então inspetor escolar da prefeitura de Kagoshima, à escola de Funakoshi em Oquinawa, foi feita uma demonstração de te. Funakoshi impressionou bastante devido ao seu status de educador, ficando Ogawa tão entusiasmado que súbito escreveu um relatório ao Ministério da Educação elogiando as virtudes da arte. Foi então que o treinamento de karatê passou a ser oficialmente autorizado nas escolas.
Até então a arte marcial só era praticado atrás de portas fechadas, o que no entanto não significava que fosse um "segredo", porém havia certos mestres que procuravam manter seu conhecimento velado e dentro principalmente de suas famílias e/ou dentro de um seleto e miúdo grupo.
Ou seja, posto que não fosse um segredo a existência do karatê, existiam mestres que relutavam em ensinar ao público em geral e outros que procuravam impedir que outros mestres o fizessem. Por outro lado, as casas eram tipicamente muito próximas umas das outras, e tudo que era feito numa casa era conhecido pelas casas adjacentes. Enquanto muitos autores pregam o karatê como sendo um segredo àquela época, não era exatamente isso o que se encontrava na prática. O karatê era "oficiosamente" secreto.
Contra os pedidos de muitos dos mestres mais antigo, que não eram a favor da divulgação da arte, Funakoshi, com o apoio de outros renomados mestres, como Kenwa Mabuni, Hironori Otsuka, Takeshi Shimoda, Choki Motobu e outros, levou a disciplina até o sistema público de ensino, mas principalmente com a ajuda de seu mestre Itosu. Logo, as crianças de Oquinawa estavam aprendendo os kata como parte das aulas de educação física. E, nesse meio-tempo, a redescoberta da herança étnica em Okinawa entrou em voga, e as aulas de karatê passaram ser bastante apreciadas.
Alguns anos depois, o Almirante Rokuro Yashiro assistiu a uma demonstração de kata. Essa demonstração foi feita por Funakoshi junto com uma equipe composta por seus melhores alunos. Enquanto ele narrava, os outros executavam kata, quebravam telhas, e geralmente chegavam ao limite de seus pequenos corpos. Yashiro ficou tão impressionado que ordenou a seus homens que iniciassem o aprendizado na arte.
Funakoshi sempre enfatizava o desenvolvimento da arte marcial e a disciplina nas suas narrações durante essas demonstrações. Quando participava das exibições, gostava de executar o kata kanku dai, o maior de seu estilo, e talvez o mais representativo.
Em 1912, a Primeira Esquadra Imperial da Marinha ancorou na Baía de Sujo, sob o comando do Almirante Dewa, que selecionou doze homens da sua tripulação para estudarem karatê durante uma semana.
Foi graças a esses dois oficiais da Marinha que o karatê começou a ser comentado em Tóquio. Os japoneses que viam essas demonstrações levavam as estórias consigo quando voltavam ao Japão. Pela primeira vez na sua história, o Japão acharia algo na sua pequena possessão de Okinawa além de praias bonitas e o ar puro.

### Divulgação no Japão
Em 1921, o então Príncipe Herdeiro Hirohito, em viagem para Europa, fez escala na terra do karatê e assistiu a uma demonstração, liderada por Funakoshi, ficando muito impressionado. Por causa disso, no fim desse mesmo ano, Funakoshi foi convidado para fazer uma outras demonstração mas em Tóquio, numa Exibição Atlética Nacional. O convite foi de pronto aceito, acreditando ser esta uma ótima oportunidade para divulgar sua arte.
A nova demonstração de kata foi um sucesso, o que culminou com o aparecimentos de muitos outros convites de demonstração e ensino regular do karatê. Funakoshi pretendia retornar logo para sua terra, mas no decorrer dos acontecimentos foi ficando na ilha principal do Japão.
Uma das pessoas que pediu para que ele ficasse foi Jigoro Kano, o criador do judô e presidente do Instituto Kodokan, de quem se tornaria muito amigo. Funakoshi resolveu ficar mais alguns dias para fazer demonstrações de suas técnicas no próprio Kodokan.
Algum tempo depois, quando se preparava novamente para retornar à sua casa, foi visitado pelo pintor Hoan Kosugi, que já tinha assistido a uma demonstração de karatê em Okinawa, pedindo-lhe que ensinasse a arte. Mais uma vez sua volta foi adiada.
Funakoshi percebeu então que se ele quisesse ver o karatê propagado por todo o Japão ele mesmo teria que fazê-lo. Por isso resolveu ficar em Tokyo até que sua missão fosse cumprida.
No Japão, Funakoshi foi ajudado por Jigoro Kano, o homem que reuniu vários estilos diferentes de Jujutsu para fundar o Judo. Kano tornou-se amigo íntimo de Funakoshi, e sem sua ajuda nunca teria havido karatê no Japão. Kano o introduziu às pessoas certas, levou-o às festas certas, caminhou com ele através dos círculos da elite japonesa. Mais tarde naquele ano, as classes mais altas dos japoneses se convenceram do valor do treinamento do karatê.
Funakoshi fundou um dojô de karatê num dormitório para estudantes de Okinawa, em Meisei Juku. Ele trabalhou como jardineiro, zelador e faxineiro para poder se alimentar enquanto ensinava karatê à noite.
Em 1922, a pedido do pintor Hoan Kosugi, Funakoshi publicou seu primeiro livro, Ryukyu kenpo karate, um tratado nos propósitos e prática do karatê. Na introdução daquele livro ele já dizia que "...a pena e a espada são inseparáveis como duas rodas de uma carroça". O grande terremoto de Kanto em 1º de setembro de 1923 destruiu as placas de seu livro, e levou alguns de seus alunos com ele. Ninguém morreu com o tremor, os incêndios que provocaram as mortes. O terremoto ocorreu durante a hora do almoço, no momento em que cada fogão a gás no Japão estava ligado. Os incêndios que ocorreram a seguir eram monstruosos, e maioria da vidas perdidas se deveu ao fogo. Este livro teve grande popularidade e foi revisado e reeditado quatro anos após o seu lançamento, com o título alterado para Rentan goshin karate jutsu'.
Em 1925, Funakoshi começou a pegar alunos dos vários colégios e universidades na área Metropolitana de Tóquio e nos anos seguintes esses alunos começaram a fundar seus próprios clubes e a ensinar karatê a estudantes destas escolas. Como resultado, o karatê começou a se espalhar desde o centro do império. No início da década de 1930, já havia clubes de karatê em cada universidade de prestígio de Tóquio. Mas por que estava Funakoshi conseguindo tantos jovens interessados em karatê desta vez? O Japão estava fazendo uma Guerra de Colonização na Bacia do Pacífico. Eles invadiram e conquistaram a Coréia, Manchúria, China, Vietnã, Polinésia, e outras áreas. Jovens a ponto de irem para a guerra vinham a Funakoshi para aprender a lutar, assim eles poderiam sobreviver ao recrutamento nas Forças Armadas Japonesas. O seu número de alunos aumentou bastante.
Por volta de 1933, Funakoshi desenvolveu exercícios básicos para prática das técnicas em duplas. Tanto o ataque de cinco passos (Gohon Kumite) como o de um (Ippon Kumite) foram usados. Em 1934, um método de praticar esses ataques e defesas com colegas de um modo levemente mais irrestrito, semi-livre (Ju Ippon Kumite), foi adicionado ao treinamento. Finalmente, em 1935, um estudo de métodos de luta livre (Ju Kumite) com oponentes finalmente tinha começado. Até então, todo karatê treinado em Okinawa era composto basicamente de kata. Isso era tudo. Agora, os alunos poderiam experimentar as técnicas dos kata uns com os outros sem causar danos sérios.
Neste mesmo ano de 1935, foi publicado seu próximo livro, Karate-do kyohan. Este livro trata basicamente dos kata.

### Uma reforma na arte de Okinawa
Funakoshi era Taoísta, e ele ensinava Clássicos Chineses, como o Tao Te Ching de Lao Tzu, enquanto ele estava vivendo em Okinawa. Era profundamente religioso e tinha muito receio de que o karatê se tornasse um instrumento de destruição, e provavelmente queria eliminar do treinamento algumas aplicações mortais dos kata. Então, ele parou de fazer essas aplicações. Ele também começou a desenvolver estilos de luta que fossem menos perigosos. Funakoshi teve sucesso ao remover do karatê técnicas de quebras de juntas, de ossos, dedos nos olhos, chaves de cotovelo, esmagamento de testículos, criando um novo mundo de desafios e luta em equipe onde somente umas poucas técnicas seriam legais. Ele fez isso baseado nos seus propósitos e com total conhecimento dos resultados.
A partir de 1936, Funakoshi passou a usar mais ostensivamente a mudança (empregada por Anko Itosu) dos caracteres kanji utilizados para escrever a palavra karatê: os kanji «唐» e «空» possuem sons assemelhados, ou «to», porém o último também pode ser dito «kara»; enquanto o primeiro significava «China», com o outro essa relação ficou mais distante, passando a ser entendido como seu sentido primário, ou «vazio»; de "mãos chinesas" o karatê passou a significar "mãos vazias", e como os dois caracteres são lidos exatamente do mesmo jeito, então a pronúncia da palavra continuou a mesma.
Além disso, Funakoshi defendia que o termo "mãos vazias" seria o mais apropriado, pois representa não só o fato de o karatê ser um método de defesa sem armas, mas também representa o espírito do karatê, que é esvaziar o corpo de todos os desejos e vaidades terrenos. Com essa mudança, Funakoshi iniciou um trabalho de revisão e simplificação, que também passou pelos nomes dos kata, pois ele também acreditava que os japoneses não dariam muita atenção por qualquer coisa que tivesse a ver com o dialeto de Okinawa. Por isso ele resolveu mudar não só nome da arte mas também os nomes dos katas. Ele estava certo, e seus número cresceram mais ainda.
Funakoshi tinha 71 anos em 1939, e foi quando ele deu o primeiro passo dentro de um dojô de karatê em 29 de janeiro. O prédio foi feito de doações particulares, e uma placa foi pendurada sobre a entrada e dizia: "Shotokan". "Sho" significa pinheiro. "To" significa ondas ou o som que as árvores fazem quando o vento bate nelas. "Kan" significa edificação ou salão. "Shoto" era o pseudônimo que Funakoshi usava para assinar suas caligrafias quando jovem, pois quando ele ia escrevê-las se recolhia em um lugar mais afastado, onde pudesse buscar inspiração, ouvindo apenas o barulho do pinheiros ondulando ao vento. Esse nome dado ao Shotokan Karate Dojo foi uma homenagem de seus alunos.

### As Guerras
Com a eminência de uma guerra pairando no ar, a necessidade de treinamento nas artes militares estava em crescimento. Jovens estavam se amontoando nos dojôs, vindos de todas as partes do Japão. O karatê foi de carona nessa onda de militarismo e estava desfrutando de uma aceitação acelerada como resultado. O nacionalismo exacerbado fazia com que muitos quisessem mostrar que o Japão tinha uma modalidade de boxe mais simples, natural e eficiente que o boxe chinês.
Enquanto já se desenrolava a Segunda Guerra Sino-Japonesa, em 7 de dezembro de 1941, o Japão despeja um bombardeio sobre as forças navais americanas em Pearl Harbor, numa tentativa de prevenir que as embarcações americanas bloqueassem a importação japonesa de matéria-prima; os japoneses tentaram remover a frota americana e varrer a influência ocidental do próprio Oceano Pacífico. O plano era bombardear os navios de guerra e os porta-aviões que estavam no território do Hawaii. Isto deixaria a força da América no Pacífico tão fraca que a nação iria pedir a paz para prevenir a invasão do Havaí e do Alasca. Infelizmente, o pequeno Japão não tinha os recursos, força humana, ou a capacidade industrial dos Estados Unidos. Com uma mão nas costas, os americanos destruíram completamente os japoneses na Ásia e no Pacífico.
Uma das vítimas dos ataques aéreos foi o Shotokan Karate Dojo que havia sido construído em 1939. Com a América exercendo pressão sobre Okinawa, a esposa de Funakoshi finalmente iria deixar a ilha e juntar-se a ele em Kyushu no Sul do Japão. Eles ficaram lá até 1947.

### A morte de Yoshitaka
Foi então que Gigo, também conhecido como Yoshitaka, dependendo como se pronuncia os caracteres de seu nome, filho de Funakoshi, um jovem e promissor mestre de karatê no seu próprio direito, aquele que Funakoshi estava contando para substituí-lo como instrutor do Shotokan, pegou tuberculose em 1945 e veio a falecer enquanto teimosamente recusa-se a comer a ração americana dada ao povo faminto.
Funakoshi e sua esposa tentaram viver em Kyushu, uma área predominantemente rural, sob a ocupação americana no Japão mas, em 1947, ela morre, deixando Funakoshi retornar a Tóquio, para reencontrar seus alunos de karatê que ainda viviam. Depois que a guerra havia acabado, as artes militares haviam sido completamente banidas. Entretanto, alguns dos alunos de Funakoshi tiveram sucesso em convencer as autoridades que o karatê era um esporte inofensivo. As autoridades americanas concederam, mas porque naquela época eles não tinham ideia do que karatê fosse. Além disso, alguns homens estavam interessados em aprender as artes militares secretas do Japão, então as proibições foram eliminadas completamente em 1948.
Em maio de 1949, os alunos de Funakoshi movem-se para organizar todos os clubes de karatê universitários e privados numa simples organização, e eles a chamaram de Nihon Karate Kyokai (Associação japonesa de karatê). Eles nomearam Funakoshi seu pai, era instrutor chefe. Em 1955, um dos alunos de Funakoshi consegue arranjar um dojô para a entidade.

### Uma lição para o mundo
Em 1957, Funakoshi tinha 89 anos de idade. Ele foi um professor de escola primária e um professor de karatê. Ele se mudou para o Japão em 1922 (o que não é um pequeno ato de coragem) e trouxe consigo o karatê, dando ao Japão algo de Okinawa com seu próprio jeito pacifista. No processo, ele perdeu um filho, sua esposa, o prédio que seus alunos fizeram para ele, seu lar, e qualquer esperança de uma vida pacífica. Ele suportou duas grandes guerras que resultou em calamidade nacional, e ele treinou seus jovens amigos apenas para vê-los irem lutar e serem mortos pelas forças invencíveis dos Estados Unidos. Ele viu o Japão queimar, ele viu os antigos templos e santuários serem totalmente aniquilados, ele viu bombardeiros enegrecerem o Sol, e ele viu como um pilar de fumaça negra subia de cada cidade no Japão e envenenava o ar que ele respirava. Ele viu o Japão cair da glória para uma nação miserável, dependendo de suprimentos de comida e roupas dos seus conquistadores. O cheiro da fumaça e o cheiro dos mortos, os berros daqueles que foram deixados para morrer lentamente, o choro das mães que perderam seus filhos e esposas que nunca mais iriam ver seus maridos, o medo, o ruído ensurdecedor dos B-29's voando sobre sua cabeça aos milhares, os clarões como os de trovões por todo o país quando as bombas explodiam em áreas residenciais, os flashes de luz na escuridão, a espera no rádio para poder ouvir a voz do Imperador pela primeira vez, somente para anunciar a rendição, a humilhação de implorar comida aos soldados. Intermináveis funerais, famílias arruinadas e lares destruídos...
A lição mais importante que ele nos ensinou está expressa na história do modo que ele passou pelo dojô principal de Jigoro Kano. Caminhando pela rua, ele parou e fez uma pequena prece quando passou pelo Kodokan. E, se estivesse dirigindo um carro, ele tiraria seu chapéu quando passasse pelo Kodokan. Seus alunos não entenderam porque ele estaria rezando pelo sucesso do Judô. Ele explicou: "Eu não estou rezando pelo Judô. Eu estou oferecendo uma prece em respeito ao espírito de Jigoro Kano. Sem ele, eu não estaria aqui hoje".
Gichin Funakoshi, o "Pai do karatê Moderno", faleceu no dia 26 de abril de 1957. No seu túmulo está gravada sua célebre frase: Karate ni sente nashi. O monumento está localizado no Templo Engakuji na cidade de Kamakura, Japão.

## Contribuições
O mestre Funakoshi acreditava que o karatê seria uma arte marcial única, cuja linhagem poderia ser rastreada conforme sua evolução ocorreu. Assim, ele enxergava as variações de estilo como variações da forma de ensinar a arte marcial. Este era um pensamento que era comungado por outros mestres, que relutavam em reconhecer um estilo próprio, como o mestre Kenwa Mabuni.
Ele planeou o seu sistema do karatê para refletir suas ideias, isto é, o karatê deveria formar o praticante de forma completa, como atleta, como pessoa e como cidadão. Por conseguinte, ao nome do karatê foi adicionada a partícula — dô —, significando caminho.
Funakoshi travou intensa troca de conhecimentos com vários mestres (de várias escolas, estilos e artes marciais), com os quais buscou reunir-se. Da amizade com Jigoro Kano resultou a ampla divulgação do tode por todo o Japão. Com Funakoshi, e no fito de difundir sua arte marcial, consolidou-se a alteração do nome de tode/okinawa-te para karate/karatedo, que ajudou a romper limites e superar preconceitos.
O mestre também alterou os nomes tradicionais (em chinês ou oquinauense) de vários katas, para nomes japoneses. Dessarte, Kushanku tornou-se Kanku; Wanshu, Enpi; Rohai, Meikyo. Os kihons também passaram a ter nomes padronizados em japonês.

## Publicações
- Funakoshi, Gichin (1922). Tō-te Ryūkyū Kenpō (唐手 : 琉球拳法). [S.l.: s.n.]
- Funakoshi, Gichin (1925). Karate Jutsu (唐手術) (PDF). [S.l.: s.n.] Consultado em 29 de novembro de 2014. Arquivado do original (PDF) em 24 de setembro de 2015
- Funakoshi, Gichin (1935). Karate-Do Kyohan (空手道教範 ) (PDF). [S.l.: s.n.] Consultado em 4 de março de 2014. Arquivado do original (PDF) em 29 de novembro de 2014
- Funakoshi, Gichin (1973). Karate-Do Kyohan: The Master Text. Traduzido por Tsutomu Ohshima. Tokyo: Kodansha International. ISBN 978-0-87011-190-7
- Funakoshi, Gichin (1975). The Twenty Guiding Principles of Karate: The Spiritual Legacy of the Master. Traduzido por John Teramoto. Tokyo: Kodansha International. ISBN 978-4-7700-2796-2
- Funakoshi, Gichin (1981) [1975]. Karate-Do: My Way of Life. Tokyo: Kodansha International. ISBN 978-0-87011-463-2
- Funakoshi, Gichin (1994) [1988]. Karate-Do Nyumon: The Master Introductory Text. Traduzido por John Teramoto. Tokyo: Kodansha International. ISBN 978-4-7700-1891-5
- Funakoshi, Gichin (2001). Karate Jutsu: The Original Teachings of Master Funakoshi. Traduzido por Tsutomu Ohshima. Tokyo: Kodansha International. ISBN 978-4-7700-2681-1
- Funakoshi, Gichin (2010). The Essence of Karate. Traduzido por Richard Berger. Tokyo: Kodansha International. ISBN 978-4-7700-3118-1
- Funakoshi, Gichin: Introduction to Karate, Traduzido por Henning Wittwer, 2023. ISBN 979-8375355658.